# Jan Rudiš-Jičínský
Jan Rudiš-Jičínský (vlastním jménem Ivan Rudiš, anglicky John Rudis-Jicinsky, 16. března 1860 Jičín – 28. dubna 1930 Chicago, Illinois) byl česko-americký lékař, rentgenolog, aktivista, novinář, spolkový činovník (mj. jednoty Sokol) a účastník Prvního československého odboje. Stal se jedním z prvních amerických rentgenologů působících v USA. Roku 1915 vedl dobrovolnickou lékařskou výpravu do Srbska na srbskou frontu první světové války, jedné z prvních akcí přímé podpory osob českého původu bojujícím proti mocnostem Trojspolku.

## Život

### Mládí
Narodil se jako Ivan Rudiš v Jičíně ve východních Čechách v rodině sklenáře Ignáce Rudiše a jeho manželky Anežky. V mladém věku se přestěhoval do USA.

### V USA
Zde se usadil v české komunitě ve městě Cedar Rapids ve státě Iowa. Vystudoval medicínu na Creighton College v Omaze v Nebrasce a stal se lékařem.
Aktivně se zapojoval do českého krajanského a spolkového dění v Cedar Rapids, mj. soustředěného okolo zdejšího spolku Slovanská lípa či pobočky jednoty Sokol. Rovněž byl činný jako přispěvatel do českoamerických krajanských periodik a také jako autor. V té době začal též používat pseudonym Jan Rudiš-Jičínský. Posléze přesídlil do Chicaga ve státě Illinois, rovněž města s početnou českou menšinou. Byl velmi aktivní v sokolském hnutí, působil jako starosta Střední americké župy a u příležitosti VI. všesokolského sletu v Praze roku 1912 navštívil také Čechy.
Okolo roku 1905 se začal zabývat nově vznikajícím oborem rentgenologie jako jeden z prvních lékařů v USA.

### První československý odboj
Po napadení Srbska Rakouskem-Uherskem a vypuknutí první světové války se začal angažovat v rámci tzv. Národního sdružení, krajanské organizace snažící se dosáhnout podpory k uznání samostatného československého státu nezávislého na Rakousku-Uhersku. Spolek vedený chicagským lékařem Ludvíkem Fisherem sjednocoval české a slovenské krajany v USA v podpoře aktivit exilové skupiny Tomáše Garrigue Masaryka, Edvarda Beneše a Milana Rastislava Štefánika zasazujících se o vznik samostatného Československa, sdružené do tajné skupiny Maffie.
Jičínský již na podzim roku 1914 stanul v čele připravované výpravy v počtu asi čtyř lékařů a čtyř zdravotních sester, která se pod hlavičkou českoamerického Červeného kříže vydala k lékařské pomoci vojákům srbské armády na balkánské frontě. Výpravu financoval americký milionář John W. Forthingham, organizoval ji českoamerický evangelický farář Vincent Písek z New Yorku. Dalšími členy lékařského personálu byli také mj. lékaři Dr. Kára, Dr. Ďuro Guča, Dr. Czajka, slečny Hamplová a Boukalová či zpravodajci František Klepal či František Synáček. Od ledna do září roku 1915 byli nasazeni v lazaretu ve Skopje. Posléze byli přemístěni do lazaretu v srbském městě Niš, kde někteří její členové též pomáhali koordinovat péči o české a slovenské zajatce a také podporovat organizaci vojenských dobrovolnických sborů. Prostřednictvím svých kontaktů v Itálii pak udržovali spojení s pražským ústředím Maffie. Během října roku 1915 se výprava cestou přes Athény a Gibraltar vrátila zpět do USA.

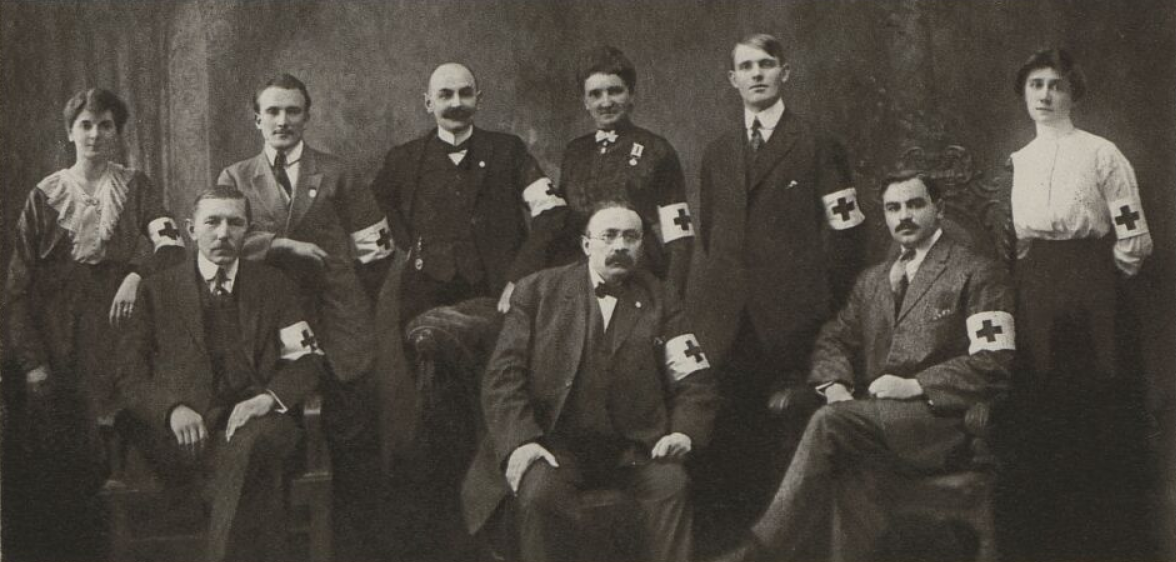
Členové první českoamerické lékařské výpravy před cestou na srbskou frontu první světové války (J. Rudiš-Jičínský sedící uprostřed)

Nedlouho poté byla v prosinci 1915 vypravena další výprava do Srbska, opět pod vedením Rudiše-Jičínského. Loď Italia vyplula s výpravou 8. prosince 1915 z kanadského přístavu Halifax směrem k Gibraltaru, kde část pasažéru i zboží přesedlo na parník Brindisi, který ji měl s mezipřistáním v Brindisi dopravit k pobřeží Černé Hory. Italia pak krátce po Novém roce 1916 najela v Jaderském moři na minu a potopila se, Rudiš-Jičínský se však spolu s pravděpodobně všemi členy výpravy zachránil. 6. ledna 1916, několik dní před dosažením cílového přístavu, byla pak druhá loď výpravy Brindisi torpédována rakousko-uherskou ponorkou. Velká část z asi 450 lidí na palubě potopení lodi v mrazivém moři nepřežila, mezi nimi také František Synáček, zdravotní sestra Štěpánka Hamplová a desítky dalších lidí. Paradoxem je, že rakousko-uherské ponorce měl údajně velet důstojník českého původu.
Rudiš-Jičínský pak nadále působil v Srbsku jako lékař a zároveň propagátor československé myšlenky. Na konci války se vypravil s novou lékařskou výpravou podpořit jednotky Československých legií v Rusku v rámci Sibiřské anabáze. Po skončení bojů se vrátil do Spojených států.

### Po roce 1918
V dalších letech byla pak nadále činný v českoamerických redakcích, mj. sokolského periodika Sokol americký. Žil v Chicagu.

### Úmrtí
Jan Rudiš-Jičínský zemřel 23. dubna 1930 v Chicagu na srdeční zástavu ve věku 70 let.